# Czas patriotów (film)
Czas patriotów (ang. Patriot Games) – amerykański film sensacyjny z 1992 roku w reżyserii Phillipa Noyce’a, na podstawie powieści Toma Clancy’ego pod tym samym tytułem. Głównym bohaterem filmu jest Jack Ryan (w tej roli Harrison Ford).
W filmie pojawia się różnica w stosunku do książkowego pierwowzoru – tutaj Ryan ratuje życie królewskiemu kuzynowi lordowi Holmesowi, a nie księciu Walii.

## Obsada
- Harrison Ford – Jack Ryan
- Anne Archer – dr Caroline „Cathy” Ryan
- Patrick Bergin – Kevin O’Donnell
- Sean Bean – Sean Miller
- Thora Birch – Sally Ryan
- James Fox – lord William Holmes
- Samuel L. Jackson – Robby Jackson
- Polly Walker – Annette
- J.E. Freeman – Marty Cantor
- James Earl Jones – admirał James Greer
- Richard Harris – Paddy O’Neil
- Alex Norton – Dennis Cooley
- Hugh Fraser – Geoffrey Watkins
- Bob Gunton – przeprowadzający wywiad
- Alun Armstrong – sierżant Owens
- Ted Raimi – technik CIA
- Gerald Sim – lord Justice